# Nesogale
Nesogale is een geslacht van tenreks uit de onderfamilie der rijsttenreks (Oryzorictinae). De wetenschappelijke naam van het geslacht werd in 1918 gepubliceerd door Oldfield Thomas.

## Soorten
Er worden 2 soorten in dit geslacht geplaatst:
- Nesogale dobsoni (Thomas, 1884)
- Nesogale talazaci (Forsyth Major, 1884)

Tot 2016 werden de soorten uit dit geslacht tot het geslacht Microgale gerekend, maar uit onderzoek bleek dat het beter als apart geslacht gerekend kon worden, met 2 soorten.